# Christ König (Woltwiesche)

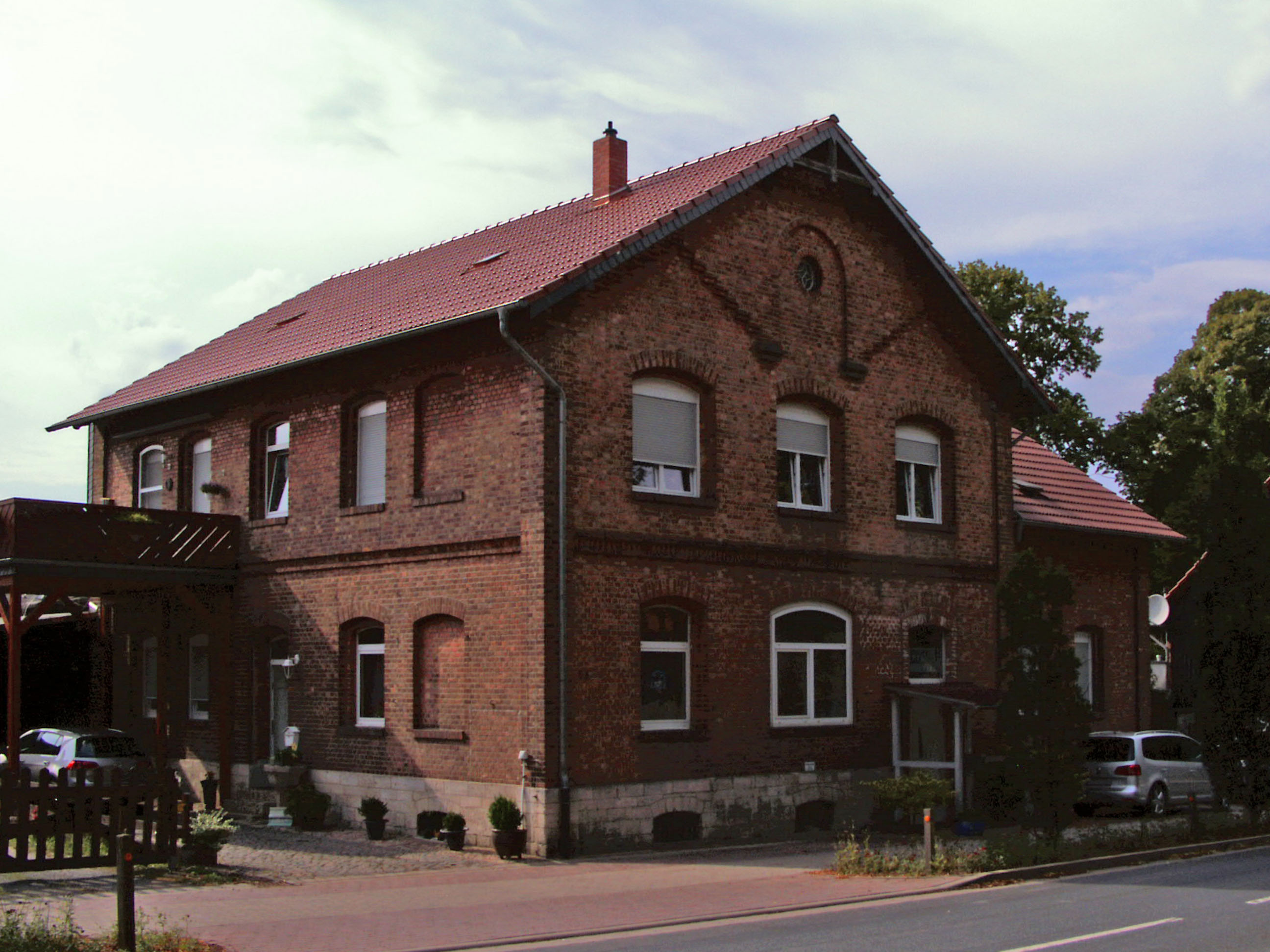
Ehemaliges Molkereigebäude, in dem sich die Kapelle befand

Die Kapelle Christ König war die katholische Kapelle in Woltwiesche, einem Ortsteil von Lengede im Landkreis Peine in Niedersachsen. Sie gehörte zuletzt zur Pfarrgemeinde St. Marien mit Sitz in Lengede, im Dekanat Peine des Bistums Hildesheim, und befand sich in der Großen Straße 36. Die nächstgelegene katholische Kirche befindet sich heute im etwa zwei Kilometer entfernten Nachbarort Lengede.

## Geschichte
Infolge der 1937 im nahegelegenen Salzgitter gegründeten Reichswerke Hermann Göring siedelten sich katholische Arbeiter auch im seit Einführung der Reformation evangelisch-lutherischen Raum Woltwiesche an. Ab 1940 betreute ein in Lesse ansässiger Priester die Katholiken in Woltwiesche; Gottesdienste fanden zunächst im Saal einer Gaststätte in Woltwiesche statt.
Um kein Aufsehen gegenüber den staatlichen, damals kirchenfeindlich gesinnten Behörden zu erregen, erwarb im August 1940 ein Braunschweiger Architekt als Strohmann im Auftrag und mit Finanzmitteln des Bistums Hildesheim das Gebäude der 1892 erbauten ehemaligen Molkerei Woltwiesche-Barbecke, die sich in knapp 89 Meter Höhe über dem Meeresspiegel befand. Im Sommer 1941 verkaufte er das Gebäude an das Generalvikariat in Hildesheim. Um den Vorschriften des Wohnsiedlungsgesetzes im Freistaat Braunschweig zu genügen, wurde der Kaufvertrag im September 1941 dem zuständigen Landrat zur Genehmigung vorgelegt. Inzwischen bemühte sich der Kreisleiter der Nationalsozialistischen Deutschen Arbeiterpartei des Landkreises Wolfenbüttel, zu dem Woltwiesche damals gehörte, bei der Geheimen Staatspolizei in Braunschweig und bei Dietrich Klagges, den Kauf der ehemaligen Molkerei durch kirchliche Stellen zu verhindern. Jedoch wurde bereits die Einrichtung einer Kapelle im ehemaligen Molkereigebäude durchgeführt, und am 5. Oktober 1941 wurde sie eingeweiht. Ab März 1942 verbot die Geheime Staatspolizei die kirchliche Nutzung des Gebäudes, und staatliche Behörden versuchten, das Gebäude anzukaufen. Erst als 1944 infolge des Vorrückens alliierten Militärs katholische Flüchtlinge und Evakuierte in den Freistaat Braunschweig strömten, wurde der Gottesdienst in der inzwischen enteigneten Kapelle wieder gestattet.
Am 5. Juni 1994 fand nach Jahrzehnten der kirchlichen Nutzung der letzte Gottesdienst statt, die Kapelle wurde profaniert und kam in Privatbesitz.